# Nematocryptus testaceus
Nematocryptus testaceus är en stekelart som först beskrevs av Szepligeti 1916.  Nematocryptus testaceus ingår i släktet Nematocryptus och familjen brokparasitsteklar. Inga underarter finns listade i Catalogue of Life.